# كينت لي
كينت لي (بالإنجليزية: Kent Lee)‏ هو ضابط أمريكي، ولد في 28 يوليو 1923 في مقاطعة فلورنسا في الولايات المتحدة، وتوفي في 11 أغسطس 2017 في شارلوتسفيل في الولايات المتحدة.